# Stanley-Cup-Playoffs 1983
Die Playoffs um den Stanley Cup des Jahres 1983 begannen am 5. April 1983 und endeten am 17. Mai 1983 mit dem 4:0-Sieg der New York Islanders über die Edmonton Oilers. Die Islanders gewannen damit bei ihrer vierten Finalteilnahme ihren vierten Titel in Folge, wobei nach ihnen bis heute (Stand: Playoffs 2025) kein Team mehr als zwei aufeinander folgende Stanley Cups erringen konnte. Ferner stellten sie mit ihrem Torhüter Billy Smith auch zum vierten Mal in Folge den mit der Conn Smythe Trophy ausgezeichneten Most Valuable Player der post-season, was bisher keiner anderen Mannschaft gelang. Die unterlegenen Oilers hingegen, die mit Wayne Gretzky den Topscorer der Playoffs stellten, erreichten ihr erstes Stanley-Cup-Finale. Im Folgejahr sollte es im Endspiel zur Wiederauflage der Begegnung kommen, wobei die Oilers sich durchsetzten und somit die Ära der Islanders beendeten.
Außerdem qualifizierten sich die Washington Capitals erstmals seit ihrer Gründung zur Saison 1974/75 für die Playoffs und beendeten somit eine Negativserie von acht Jahren, die den Negativrekord der Boston Bruins (1960–1967) einstellte.

## Modus
Nachdem sich aus jeder Division die vier punktbesten Teams qualifiziert haben, starten die im K.-o.-System ausgetragenen Playoffs. Dabei trifft der jeweilige Erste auf den Vierten und der Zweite auf den Dritten einer jeden Division, sodass in den ersten zwei Runden die Divisionssieger ausgespielt werden. Diese treten in der Folge im Conference-Finale um den Einzug ins Stanley-Cup-Finale an.
Die Serien der ersten Runde werden im Best-of-Five-, die Serien aller folgenden Runden im Best-of-Seven-Modus ausgespielt, das heißt, dass ein Team ab der zweiten Runde vier Siege zum Weiterkommen benötigt; in der ersten Runde drei. Das höher gesetzte Team hat dabei in den ersten beiden Spielen Heimrecht, die nächsten beiden das gegnerische Team. Sollte bis dahin kein Sieger aus der Runde hervorgegangen sein, wechselt das Heimrecht von Spiel zu Spiel. So hat die höher gesetzte Mannschaft in den Spielen 1, 2, 5 und 7, also vier der maximal sieben Spiele, einen Heimvorteil. Der Sieger der Prince of Wales Conference wird mit der Prince of Wales Trophy ausgezeichnet und der Sieger der Campbell Conference mit der Clarence S. Campbell Bowl.
Bei Spielen, die nach der regulären Spielzeit von 60 Minuten unentschieden bleiben, folgt die Overtime. Sie endet durch das erste erzielte Tor (Sudden Death).

## Qualifizierte Teams
| Adams Division - (A1) Boston Bruins - (A2) Canadiens de Montréal - (A3) Buffalo Sabres - (A4) Nordiques de Québec Patrick Division - (P1) Philadelphia Flyers - (P2) New York Islanders - (P3) Washington Capitals - (P4) New York Rangers | Norris Division - (N1) Chicago Black Hawks - (N2) Minnesota North Stars - (N3) Toronto Maple Leafs - (N4) St. Louis Blues Smythe Division - (S1) Edmonton Oilers - (S2) Calgary Flames - (S3) Vancouver Canucks - (S4) Winnipeg Jets |

## Playoff-Baum
|  | Division-Halbfinale | Division-Halbfinale   | Division-Halbfinale |                       |                     | Division-Finale | Division-Finale              | Division-Finale |  |  | Conference-Finale | Conference-Finale | Conference-Finale |  |  | Stanley-Cup-Finale | Stanley-Cup-Finale | Stanley-Cup-Finale |
|  |                     |                       |                     |                       |                     |                 |                              |                 |  |  |                   |                   |                   |  |  |                    |                    |                    |
|  | A1                  | Boston Bruins         | 3                   |                       |                     |                 |                              |                 |  |  |                   |                   |                   |  |  |                    |                    |                    |
|  | A4                  | Nordiques de Québec   | 1                   |                       |                     |                 |                              |                 |  |  |                   |                   |                   |  |  |                    |                    |                    |
|  | A4                  | Nordiques de Québec   | 1                   | A1                    | Boston Bruins       | 4               |                              |                 |  |  |                   |                   |                   |  |  |                    |                    |                    |
|  |                     |                       |                     | A1                    | Boston Bruins       | 4               |                              |                 |  |  |                   |                   |                   |  |  |                    |                    |                    |
|  |                     |                       | A3                  | Buffalo Sabres        | 3                   |                 |                              |                 |  |  |                   |                   |                   |  |  |                    |                    |                    |
|  | A2                  | Canadiens de Montréal | A3                  | Buffalo Sabres        | 3                   | 0               |                              |                 |  |  |                   |                   |                   |  |  |                    |                    |                    |
|  | A2                  | Canadiens de Montréal |                     |                       |                     | 0               |                              |                 |  |  |                   |                   |                   |  |  |                    |                    |                    |
|  | A3                  | Buffalo Sabres        | 3                   |                       |                     |                 |                              |                 |  |  |                   |                   |                   |  |  |                    |                    |                    |
|  | A3                  | Buffalo Sabres        | 3                   | A1                    | Boston Bruins       | 2               |                              |                 |  |  |                   |                   |                   |  |  |                    |                    |                    |
|  |                     |                       |                     | A1                    | Boston Bruins       | 2               | Prince of Wales Conference   |                 |  |  |                   |                   |                   |  |  |                    |                    |                    |
|  |                     | P2                    | New York Islanders  | 4                     |                     |                 |                              |                 |  |  |                   |                   |                   |  |  |                    |                    |                    |
|  | P1                  | P2                    | New York Islanders  | 4                     | Philadelphia Flyers | 0               |                              |                 |  |  |                   |                   |                   |  |  |                    |                    |                    |
|  | P1                  |                       |                     |                       | Philadelphia Flyers | 0               |                              |                 |  |  |                   |                   |                   |  |  |                    |                    |                    |
|  | P4                  | New York Rangers      | 3                   |                       |                     |                 |                              |                 |  |  |                   |                   |                   |  |  |                    |                    |                    |
|  | P4                  | New York Rangers      | 3                   | P4                    | New York Rangers    | 2               |                              |                 |  |  |                   |                   |                   |  |  |                    |                    |                    |
|  |                     |                       |                     | P4                    | New York Rangers    | 2               |                              |                 |  |  |                   |                   |                   |  |  |                    |                    |                    |
|  |                     |                       | P2                  | New York Islanders    | 4                   |                 |                              |                 |  |  |                   |                   |                   |  |  |                    |                    |                    |
|  | P2                  | New York Islanders    | P2                  | New York Islanders    | 4                   | 3               |                              |                 |  |  |                   |                   |                   |  |  |                    |                    |                    |
|  | P2                  | New York Islanders    |                     |                       |                     |                 |                              |                 |  |  |                   |                   |                   |  |  |                    |                    |                    |
|  | P3                  | Washington Capitals   | 1                   |                       |                     |                 |                              |                 |  |  |                   |                   |                   |  |  |                    |                    |                    |
|  | P3                  | Washington Capitals   | 1                   | P2                    | New York Islanders  | 4               |                              |                 |  |  |                   |                   |                   |  |  |                    |                    |                    |
|  |                     |                       |                     |                       |                     |                 |                              |                 |  |  |                   |                   |                   |  |  |                    |                    |                    |
|  |                     | S1                    | Edmonton Oilers     | 0                     |                     |                 |                              |                 |  |  |                   |                   |                   |  |  |                    |                    |                    |
|  | N1                  | S1                    | Edmonton Oilers     | 0                     | Chicago Black Hawks | 3               |                              |                 |  |  |                   |                   |                   |  |  |                    |                    |                    |
|  | N1                  |                       |                     |                       | Chicago Black Hawks | 3               |                              |                 |  |  |                   |                   |                   |  |  |                    |                    |                    |
|  | N4                  | St. Louis Blues       | 1                   |                       |                     |                 |                              |                 |  |  |                   |                   |                   |  |  |                    |                    |                    |
|  | N4                  | St. Louis Blues       | 1                   | N1                    | Chicago Black Hawks | 4               |                              |                 |  |  |                   |                   |                   |  |  |                    |                    |                    |
|  |                     |                       |                     | N1                    | Chicago Black Hawks | 4               |                              |                 |  |  |                   |                   |                   |  |  |                    |                    |                    |
|  |                     |                       | N2                  | Minnesota North Stars | 1                   |                 |                              |                 |  |  |                   |                   |                   |  |  |                    |                    |                    |
|  | N2                  | Minnesota North Stars | N2                  | Minnesota North Stars | 1                   | 3               |                              |                 |  |  |                   |                   |                   |  |  |                    |                    |                    |
|  | N2                  | Minnesota North Stars |                     |                       |                     | 3               |                              |                 |  |  |                   |                   |                   |  |  |                    |                    |                    |
|  | N3                  | Toronto Maple Leafs   | 1                   |                       |                     |                 |                              |                 |  |  |                   |                   |                   |  |  |                    |                    |                    |
|  | N3                  | Toronto Maple Leafs   | 1                   | N1                    | Chicago Black Hawks | 0               |                              |                 |  |  |                   |                   |                   |  |  |                    |                    |                    |
|  |                     |                       |                     | N1                    | Chicago Black Hawks | 0               | Clarence Campbell Conference |                 |  |  |                   |                   |                   |  |  |                    |                    |                    |
|  |                     | S1                    | Edmonton Oilers     | 4                     |                     |                 |                              |                 |  |  |                   |                   |                   |  |  |                    |                    |                    |
|  | S1                  | S1                    | Edmonton Oilers     | 4                     | Edmonton Oilers     | 3               |                              |                 |  |  |                   |                   |                   |  |  |                    |                    |                    |
|  | S1                  |                       |                     |                       |                     |                 |                              |                 |  |  |                   |                   |                   |  |  |                    |                    |                    |
|  | S4                  | Winnipeg Jets         | 0                   |                       |                     |                 |                              |                 |  |  |                   |                   |                   |  |  |                    |                    |                    |
|  | S4                  | Winnipeg Jets         | 0                   | S1                    | Edmonton Oilers     | 4               |                              |                 |  |  |                   |                   |                   |  |  |                    |                    |                    |
|  |                     |                       |                     | S1                    | Edmonton Oilers     | 4               |                              |                 |  |  |                   |                   |                   |  |  |                    |                    |                    |
|  |                     |                       | S2                  | Calgary Flames        | 1                   |                 |                              |                 |  |  |                   |                   |                   |  |  |                    |                    |                    |
|  | S2                  | Calgary Flames        | S2                  | Calgary Flames        | 1                   | 3               |                              |                 |  |  |                   |                   |                   |  |  |                    |                    |                    |
|  | S2                  | Calgary Flames        |                     |                       |                     |                 |                              |                 |  |  |                   |                   |                   |  |  |                    |                    |                    |
|  | S3                  | Vancouver Canucks     | 1                   |                       |                     |                 |                              |                 |  |  |                   |                   |                   |  |  |                    |                    |                    |

## Division-Halbfinale

### Prince of Wales Conference

#### (A1) Boston Bruins – (A4) Nordiques de Québec
| 5. April 1983 | Boston Bruins Barry Pederson (23:24) Mike O’Connell (25:54) Mike O’Connell (48:14) Barry Pederson (61:46) | 4:3 n. V. (0:3, 2:0, 1:0, 1:0) Spielbericht Stand: 1:0 | Nordiques de Québec Peter Šťastný (1:26) Peter Šťastný (7:18) Peter Šťastný (16:00) | Boston Garden, Boston, Massachusetts Zuschauer: 13.549 |

| 7. April 1983 | Boston Bruins Rick Middleton (1:08) Ray Bourque (49:59) Mike O’Connell (50:43) Rick Middleton (58:00) | 4:2 (1:1, 0:0, 3:1) Spielbericht Stand: 2:0 | Nordiques de Québec Anton Šťastný (16:33) Dale Hunter (44:35) | Boston Garden, Boston, Massachusetts Zuschauer: 14.685 |

| 9. April 1983 | Nordiques de Québec Dale Hunter (7:43) Randy Moller (36:50) | 2:1 (1:0, 1:1, 0:0) Spielbericht Stand: 1:2 | Boston Bruins Rick Middleton (24:52) | Colisée de Québec, Québec City, Québec Zuschauer: 15.290 |

| 10. April 1983 | Nordiques de Québec Anton Šťastný (43:45) | 1:2 (0:1, 0:0, 1:1) Spielbericht Stand: 1:3 | Boston Bruins Barry Pederson (0:57) Luc Dufour (52:02) | Colisée de Québec, Québec City, Québec Zuschauer: 15.269 |

#### (A2) Canadiens de Montréal – (A3) Buffalo Sabres
| 6. April 1983 | Canadiens de Montréal | 0:1 (0:0, 0:0, 0:1) Spielbericht Stand: 0:1 | Buffalo Sabres Brent Peterson (42:30) | Forum de Montréal, Montréal, Québec Zuschauer: 15.814 |

| 7. April 1983 | Canadiens de Montréal | 0:3 (0:1, 0:2, 0:0) Spielbericht Stand: 0:2 | Buffalo Sabres Dale McCourt (1:47) Gilles Hamel (26:03) Mal Davis (26:39) | Forum de Montréal, Montréal, Québec Zuschauer: 15.752 |

| 9. April 1983 | Buffalo Sabres John Van Boxmeer (36:21) Lindy Ruff (37:26) Tony McKegney (55:50) Mike Ramsey (59:35) | 4:2 (0:0, 2:1, 2:1) Spielbericht Stand: 3:0 | Canadiens de Montréal Mats Näslund (27:25) Steve Shutt (48:21) | Buffalo Memorial Auditorium, Buffalo, New York Zuschauer: 16.433 |

#### (P1) Philadelphia Flyers – (P4) New York Rangers
| 5. April 1983 | Philadelphia Flyers Ron Flockhart (29:55) Dave Poulin (41:14) Bill Barber (57:25) | 3:5 (0:3, 1:2, 2:0) Spielbericht Stand: 0:1 | New York Rangers Anders Hedberg (6:06) Mark Pavelich (15:05) Anders Hedberg (18:21) Mike Backman (26:23) Ed Johnstone (38:44) | The Spectrum, Philadelphia, Pennsylvania Zuschauer: 17.147 |

| 7. April 1983 | Philadelphia Flyers Brian Propp (6:16) Ilkka Sinisalo (40:51) Tim Kerr (51:16) | 3:4 (1:0, 0:2, 2:2) Spielbericht Stand: 0:2 | New York Rangers George McPhee (22:50) Tom Laidlaw (27:40) Mark Pavelich (44:05) Reijo Ruotsalainen (46:12) | The Spectrum, Philadelphia, Pennsylvania Zuschauer: 17.147 |

| 9. April 1983 | New York Rangers Rob McClanahan (4:01) Ron Greschner (5:24) Barry Beck (19:48) Rob McClanahan (23:55) Anders Hedberg (35:54) Anders Hedberg (48:01) Reijo Ruotsalainen (49:34) Mike Backman (52:12) Ed Johnstone (56:49) | 9:3 (3:1, 2:0, 4:2) Spielbericht Stand: 3:0 | Philadelphia Flyers Bobby Clarke (15:43) Darryl Sittler (41:09) Tim Kerr (46:48) | Madison Square Garden, New York City, New York Zuschauer: 17.381 |

#### (P2) New York Islanders – (P3) Washington Capitals
| 6. April 1983 | New York Islanders Bryan Trottier (9:31) Anders Kallur (22:46) John Tonelli (23:50) Bryan Trottier (36:05) Bob Nystrom (48:18) | 5:2 (2:1, 3:0, 1:1) Spielbericht Stand: 1:0 | Washington Capitals Bobby Gould (4:01) Bobby Gould (40:19) | Nassau Veterans Memorial Coliseum, Uniondale, New York Zuschauer: 15.230 |

| 7. April 1983 | New York Islanders Bob Nystrom (35:50) Denis Potvin (54:29) | 2:4 (0:0, 1:2, 1:2) Spielbericht Stand: 1:1 | Washington Capitals Bobby Gould (33:46) Dennis Maruk (38:47) Bobby Gould (42:51) Bobby Carpenter (56:08) | Nassau Veterans Memorial Coliseum, Uniondale, New York Zuschauer: 15.150 |

| 9. April 1983 | Washington Capitals Craig Laughlin (43:04) Scott Stevens (57:34) | 2:6 (0:2, 0:2, 2:2) Spielbericht Stand: 1:2 | New York Islanders Bob Bourne (9:31) Bob Bourne (14:48) Bryan Trottier (32:39) Bryan Trottier (38:04) John Tonelli (46:31) Bob Nystrom (58:05) | Capital Centre, Landover, Maryland Zuschauer: 18.130 |

| 10. April 1983 | Washington Capitals Gaétan Duchesne (23:13) Bobby Gould (36:58) Ken Houston (51:34) | 3:6 (0:2, 2:3, 1:2) Spielbericht Stand: 1:3 | New York Islanders Mike Bossy (2:10) Bob Bourne (26:41) Mike Bossy (29:53) Mats Hallin (30:37) Mike Bossy (57:14) John Tonelli (58:49) | Capital Centre, Landover, Maryland Zuschauer: 18.130 |

### Clarence Campbell Conference

#### (N1) Chicago Black Hawks – (N4) St. Louis Blues
| 6. April 1983 | Chicago Black Hawks Tom Lysiak (3:24) Steve Larmer (25:19) | 2:4 (1:0, 1:0, 0:4) Spielbericht Stand: 0:1 | St. Louis Blues Brian Sutter (43:08) Blake Dunlop (48:38) Mike Zuke (51:35) Larry Patey (59:59) | Chicago Stadium, Chicago, Illinois Zuschauer: 17.401 |

| 7. April 1983 | Chicago Black Hawks Denis Savard (5:09) Rich Preston (9:23) Tom Lysiak (13:00) Denis Savard (17:34) Steve Ludzik (42:30) Curt Fraser (49:36) Darryl Sutter (56:20) | 7:2 (4:0, 0:2, 3:0) Spielbericht Stand: 1:1 | St. Louis Blues Jörgen Pettersson (35:22) Perry Turnbull (39:22) | Chicago Stadium, Chicago, Illinois Zuschauer: 15.150 |

| 9. April 1983 | St. Louis Blues Mark Reeds (42:49) | 1:2 (0:2, 0:0, 1:0) Spielbericht Stand: 1:2 | Chicago Black Hawks Doug Wilson (14:25) Denis Savard (18:22) | The Checkerdome, St. Louis, Missouri Zuschauer: 18.184 |

| 10. April 1983 | St. Louis Blues Bernie Federko (12:16) Brian Sutter (17:13) Bernie Federko (45:48) | 3:5 (2:2, 0:1, 1:2) Spielbericht Stand: 1:3 | Chicago Black Hawks Tim Higgins (3:15) Dave Feamster (8:31) Steve Ludzik (23:47) Steve Larmer (49:39) Darryl Sutter (59:26) | The Checkerdome, St. Louis, Missouri Zuschauer: 14.109 |

#### (N2) Minnesota North Stars – (N3) Toronto Maple Leafs
| 6. April 1983 | Minnesota North Stars Brian Bellows (0:34) Dino Ciccarelli (12:36) Neal Broten (35:18) Brad Maxwell (46:35) Bobby Smith (59:38) | 5:4 (2:1, 1:1, 2:2) Spielbericht Stand: 1:0 | Toronto Maple Leafs Gaston Gingras (7:37) Börje Salming (20:59) Jim Benning (40:44) Walt Poddubny (54:36) | Met Center, Bloomington, Minnesota Zuschauer: 15.184 |

| 7. April 1983 | Minnesota North Stars Steve Payne (18:43) Ron Friest (23:43) Gordie Roberts (29:29) Bobby Smith (57:32) Bobby Smith (65:03) | 5:4 n. V. (1:2, 2:1, 1:1, 1:0) Spielbericht Stand: 2:0 | Toronto Maple Leafs Miroslav Fryčer (1:05) Bill Derlago (7:48) Walt Poddubny (34:51) David Shand (48:01) | Met Center, Bloomington, Minnesota Zuschauer: 15.204 |

| 9. April 1983 | Toronto Maple Leafs Greg Terrion (6:49) John Anderson (30:59) Miroslav Fryčer (35:46) Walt Poddubny (45:51) Bruce Boudreau (50:42) John Anderson (58:53) | 6:3 (1:0, 2:3, 3:0) Spielbericht Stand: 1:2 | Minnesota North Stars Brad Maxwell (25:35) Brian Bellows (33:03) Steve Payne (36:08) | Maple Leaf Gardens, Toronto, Ontario Zuschauer: 15.382 |

| 10. April 1983 | Toronto Maple Leafs Bill Derlago (25:17) Bill Derlago (39:17) Rick Vaive (46:22) Rick Vaive (57:13) | 4:5 n. V. (0:0, 2:1, 2:3, 0:1) Spielbericht Stand: 1:3 | Minnesota North Stars Brad Maxwell (30:59) Bobby Smith (40:12) Brian Bellows (50:41) Brian Bellows (59:38) Dino Ciccarelli (68:05) | Maple Leaf Gardens, Toronto, Ontario Zuschauer: 16.382 |

#### (S1) Edmonton Oilers – (S4) Winnipeg Jets
| 6. April 1983 | Edmonton Oilers Ken Linseman (14:10) Dave Hunter (14:17) Wayne Gretzky (15:58) Wayne Gretzky (20:29) Wayne Gretzky (25:52) Wayne Gretzky (32:48) | 6:3 (3:1, 3:0, 0:2) Spielbericht Stand: 1:0 | Winnipeg Jets Brian Mullen (17:51) Bryan Maxwell (46:13) Ron Wilson (51:16) | Northlands Coliseum, Edmonton, Alberta Zuschauer: 17.498 |

| 7. April 1983 | Edmonton Oilers Mark Messier (7:40) Ken Linseman (14:53) Paul Coffey (42:57) Mark Messier (58:16) | 4:3 (2:2, 0:0, 2:1) Spielbericht Stand: 2:0 | Winnipeg Jets Moe Mantha (4:51) Normand Dupont (9:12) Moe Mantha (43:26) | Northlands Coliseum, Edmonton, Alberta Zuschauer: 17.498 |

| 9. April 1983 | Winnipeg Jets Paul MacLean (17:59) Dale Hawerchuk (26:56) Ron Wilson (57:38) | 3:4 (1:1, 1:0, 1:3) Spielbericht Stand: 0:3 | Edmonton Oilers Paul Coffey (7:59) Kevin Lowe (54:04) Willy Lindström (57:08) Ken Linseman (58:46) | Winnipeg Arena, Winnipeg, Manitoba Zuschauer: 11.346 |

#### (S2) Calgary Flames – (S3) Vancouver Canucks
| 6. April 1983 | Calgary Flames Guy Chouinard (10:24) Phil Russell (44:45) Jim Peplinski (49:25) Ed Beers (72:27) | 4:3 n. V. (1:0, 0:2, 2:1, 1:0) Spielbericht Stand: 1:0 | Vancouver Canucks Stan Smyl (28:59) Gary Lupul (33:12) Doug Halward (42:14) | Stampede Corral, Calgary, Alberta Zuschauer: 7.242 |

| 7. April 1983 | Calgary Flames Lanny McDonald (28:18) Steve Konroyd (35:20) Lanny McDonald (43:55) Jim Jackson (44:43) Mel Bridgman (54:42) | 5:3 (0:1, 2:0, 3:2) Spielbericht Stand: 2:0 | Vancouver Canucks Thomas Gradin (5:38) Ivan Hlinka (46:52) Lars Lindgren (58:05) | Stampede Corral, Calgary, Alberta Zuschauer: 7.242 |

| 9. April 1983 | Vancouver Canucks Harold Snepsts (21:51) Rick Lanz (23:05) Kevin McCarthy (30:29) Rick Lanz (33:13) Stan Smyl (59:03) | 5:4 (0:0, 4:2, 1:2) Spielbericht Stand: 1:2 | Calgary Flames Kent Nilsson (31:53) Kevin LaVallée (36:43) Richie Dunn (48:00) Mel Bridgman (55:57) | Pacific Coliseum, Vancouver, British Columbia Zuschauer: 16.413 |

| 10. April 1983 | Vancouver Canucks Mark Kirton (32:16) Stan Smyl (33:56) Garth Butcher (57:38) | 3:4 n. V. (0:1, 2:2, 1:0, 0:1) Spielbericht Stand: 1:3 | Calgary Flames Greg Meredith (15:07) Doug Risebrough (36:00) Tim Hunter (37:33) Greg Meredith (61:06) | Pacific Coliseum, Vancouver, British Columbia Zuschauer: 15.246 |

## Division-Finale

### Prince of Wales Conference

#### (A1) Boston Bruins – (A3) Buffalo Sabres
| 14. April 1983 | Boston Bruins Ray Bourque (4:49) Barry Pederson (10:51) Peter McNab (20:40) Steve Kasper (57:44) | 4:7 (2:1, 1:4, 1:2) Spielbericht Stand: 0:1 | Buffalo Sabres Mike Ramsey (16:33) Lindy Ruff (21:17) Lindy Ruff (22:19) Tony McKegney (29:37) Tony McKegney (35:35) Craig Ramsay (41:08) Gilles Hamel (43:27) | Boston Garden, Boston, Massachusetts Zuschauer: 14.685 |

| 15. April 1983 | Boston Bruins Mike Krushelnyski (0:52) Rick Middleton (10:30) Keith Crowder (32:05) Ray Bourque (39:36) Mike Krushelnyski (52:45) | 5:3 (2:0, 2:0, 1:3) Spielbericht Stand: 1:1 | Buffalo Sabres Phil Housley (52:19) Mike Ramsey (55:03) Mike Foligno (56:01) | Boston Garden, Boston, Massachusetts Zuschauer: 14.685 |

| 17. April 1983 | Buffalo Sabres Craig Ramsay (3:57) Dale McCourt (29:16) Dave Andreychuk (44:26) Mike Ramsey (57:02) | 4:3 (1:0, 1:2, 2:1) Spielbericht Stand: 2:1 | Boston Bruins Bruce Crowder (26:14) Tom Fergus (27:47) Barry Pederson (45:59) | Buffalo Memorial Auditorium, Buffalo, New York Zuschauer: 16.433 |

| 18. April 1983 | Buffalo Sabres Paul Cyr (14:53) Dale McCourt (26:09) | 2:6 (1:2, 1:1, 0:3) Spielbericht Stand: 2:2 | Boston Bruins Rick Middleton (5:00) Barry Pederson (12:49) Rick Middleton (32:04) Mike Krushelnyski (40:31) Barry Pederson (52:48) Mike Gillis (57:29) | Buffalo Memorial Auditorium, Buffalo, New York Zuschauer: 16.433 |

| 20. April 1983 | Boston Bruins Bruce Crowder (2:16) Rick Middleton (3:14) Barry Pederson (13:00) Rick Middleton (14:51) Mike Krushelnyski (18:50) Barry Pederson (27:08) Gord Kluzak (36:00) Steve Kasper (47:04) Peter McNab (57:15) | 9:0 (5:0, 2:0, 2:0) Spielbericht Stand: 3:2 | Buffalo Sabres | Boston Garden, Boston, Massachusetts Zuschauer: 14.685 |

| 22. April 1983 | Buffalo Sabres Phil Housley (19:34) Hannu Virta (21:25) Mike Foligno (36:39) Lindy Ruff (49:25) Phil Housley (53:15) | 5:3 (1:2, 2:0, 2:1) Spielbericht Stand: 3:3 | Boston Bruins Brad Park (9:45) Tom Fergus (10:17) Mike Krushelnyski (38:36) | Buffalo Memorial Auditorium, Buffalo, New York Zuschauer: 16.433 |

| 24. April 1983 | Boston Bruins Barry Pederson (26:32) Brad Park (29:21) Brad Park (61:52) | 3:2 n. V. (0:1, 2:1, 0:0, 1:0) Spielbericht Stand: 4:3 | Buffalo Sabres Ric Seiling (10:42) Ric Seiling (23:50) | Boston Garden, Boston, Massachusetts Zuschauer: 14.685 |

#### (P2) New York Islanders – (P4) New York Rangers
| 14. April 1983 | New York Islanders Stefan Persson (25:43) Denis Potvin (41:44) Brent Sutter (44:27) Duane Sutter (48:05) | 4:1 (0:1, 1:0, 3:0) Spielbericht Stand: 1:0 | New York Rangers Ron Greschner (13:01) | Nassau Veterans Memorial Coliseum, Uniondale, New York Zuschauer: 15.230 |

| 15. April 1983 | New York Islanders John Tonelli (0:54) Duane Sutter (8:10) Duane Sutter (15:33) Brent Sutter (28:02) Duane Sutter (35:26) | 5:0 (3:0, 2:0, 0:0) Spielbericht Stand: 2:0 | New York Rangers | Nassau Veterans Memorial Coliseum, Uniondale, New York Zuschauer: 15.317 |

| 17. April 1983 | New York Rangers George McPhee (7:14) Ed Johnstone (8:46) Ron Duguay (13:08) Barry Beck (17:45) Dave Maloney (22:11) Ed Johnstone (24:12) Mark Pavelich (33:20) | 7:6 (4:2, 3:0, 0:4) Spielbericht Stand: 1:2 | New York Islanders Mike Bossy (5:06) Bob Bourne (11:03) Billy Carroll (42:33) Mike Bossy (44:55) Anders Kallur (48:36) Denis Potvin (59:17) | Madison Square Garden, New York City, New York Zuschauer: 17.386 |

| 18. April 1983 | New York Rangers George McPhee (2:51) Mark Pavelich (50:40) Reijo Ruotsalainen (52:44) | 3:1 (1:0, 0:0, 2:1) Spielbericht Stand: 2:2 | New York Islanders Greg Gilbert (58:22) | Madison Square Garden, New York City, New York Zuschauer: 17.302 |

| 20. April 1983 | New York Islanders Bryan Trottier (13:18) Mike Bossy (24:01) Gord Lane (29:22) Duane Sutter (31:42) Bob Bourne (38:35) Brent Sutter (42:32) Denis Potvin (50:20) | 7:2 (1:1, 4:1, 2:0) Spielbericht Stand: 3:2 | New York Rangers Reijo Ruotsalainen (18:45) Robbie Ftorek (39:40) | Nassau Veterans Memorial Coliseum, Uniondale, New York Zuschauer: 15.317 |

| 22. April 1983 | New York Rangers Ron Duguay (12:45) Mikko Leinonen (29:31) | 2:5 (1:0, 1:2, 0:3) Spielbericht Stand: 2:4 | New York Islanders John Tonelli (24:02) Butch Goring (25:03) Butch Goring (45:21) Brent Sutter (48:09) Ken Morrow (54:09) | Madison Square Garden, New York City, New York Zuschauer: 17.390 |

### Clarence Campbell Conference

#### (N1) Chicago Black Hawks – (N2) Minnesota North Stars
| 14. April 1983 | Chicago Black Hawks Steve Ludzik (28:00) Doug Crossman (38:52) Curt Fraser (53:06) Denis Savard (57:41) Doug Wilson (59:14) | 5:2 (0:0, 2:2, 3:0) Spielbericht Stand: 1:0 | Minnesota North Stars Tom McCarthy (28:31) Bobby Smith (33:17) | Chicago Stadium, Chicago, Illinois Zuschauer: 17.432 |

| 15. April 1983 | Chicago Black Hawks Al Secord (5:46) Steve Larmer (16:10) Doug Crossman (17:18) Bob Murray (26:06) Tom Lysiak (26:41) Denis Savard (51:56) Denis Savard (56:26) | 7:4 (3:0, 2:2, 2:2) Spielbericht Stand: 2:0 | Minnesota North Stars Craig Hartsburg (32:56) Al MacAdam (36:44) Dino Ciccarelli (43:47) Willi Plett (57:14) | Chicago Stadium, Chicago, Illinois Zuschauer: 17.506 |

| 17. April 1983 | Minnesota North Stars Al MacAdam (13:51) Dino Ciccarelli (17:36) Craig Hartsburg (41:54) Bobby Smith (43:07) Steve Payne (58:35) | 5:1 (2:0, 0:1, 3:0) Spielbericht Stand: 1:2 | Chicago Black Hawks Al Secord (34:00) | Met Center, Bloomington, Minnesota Zuschauer: 15.784 |

| 18. April 1983 | Minnesota North Stars Brian Bellows (13:05) Craig Hartsburg (21:12) Brad Maxwell (30:50) | 3:4 n. V. (1:0, 2:2, 0:1, 0:1) Spielbericht Stand: 1:3 | Chicago Black Hawks Tom Lysiak (33:02) Doug Wilson (38:29) Tom Lysiak (42:27) Rich Preston (70:34) | Met Center, Bloomington, Minnesota Zuschauer: 15.445 |

| 20. April 1983 | Chicago Black Hawks Denis Savard (7:24) Doug Wilson (19:22) Rick Paterson (24:13) Darryl Sutter (35:07) Curt Fraser (49:45) | 5:2 (2:0, 2:1, 1:1) Spielbericht Stand: 4:1 | Minnesota North Stars Brad Maxwell (30:22) Tom McCarthy (49:12) | Chicago Stadium, Chicago, Illinois Zuschauer: 17.439 |

#### (S1) Edmonton Oilers – (S2) Calgary Flames
| 14. April 1983 | Edmonton Oilers Mark Messier (1:38) Mark Messier (17:12) Mark Messier (42:00) Pat Hughes (42:08) Paul Coffey (47:30) Mark Messier (48:58) | 6:3 (2:0, 0:1, 4:2) Spielbericht Stand: 1:0 | Calgary Flames Paul Reinhart (26:26) Paul Reinhart (50:04) Paul Reinhart (53:01) | Northlands Coliseum, Edmonton, Alberta Zuschauer: 17.498 |

| 15. April 1983 | Edmonton Oilers Jari Kurri (0:31) Randy Gregg (15:23) Don Jackson (18:29) Paul Coffey (46:06) Willy Lindström (53:45) | 5:1 (3:1, 0:0, 2:0) Spielbericht Stand: 2:0 | Calgary Flames Kari Eloranta (4:36) | Northlands Coliseum, Edmonton, Alberta Zuschauer: 17.498 |

| 17. April 1983 | Calgary Flames Paul Reinhart (13:57) Kari Jalonen (36:44) | 2:10 (1:3, 1:4, 0:3) Spielbericht Stand: 0:3 | Edmonton Oilers Paul Coffey (8:18) Wayne Gretzky (13:42) Wayne Gretzky (14:37) Glenn Anderson (20:36) Wayne Gretzky (24:23) Mark Messier (34:53) Wayne Gretzky (39:06) Mark Messier (49:10) Ray Cote (53:16) Mark Messier (58:40) | Stampede Corral, Calgary, Alberta Zuschauer: 7.242 |

| 18. April 1983 | Calgary Flames Paul Reinhart (6:05) Lanny McDonald (11:32) Paul Reinhart (32:17) Jim Jackson (37:40) Mel Bridgman (42:56) Greg Meredith (49:50) | 6:5 (2:2, 2:0, 2:3) Spielbericht Stand: 1:3 | Edmonton Oilers Jari Kurri (8:20) Wayne Gretzky (13:19) Ken Linseman (50:08) Ken Linseman (52:45) Tom Roulston (57:32) | Stampede Corral, Calgary, Alberta Zuschauer: 7.242 |

| 20. April 1983 | Edmonton Oilers Paul Coffey (12:09) Mark Messier (17:40) Paul Coffey (21:39) Randy Gregg (23:42) Pat Hughes (27:03) Don Jackson (35:16) Wayne Gretzky (36:27) Glenn Anderson (53:49) Ray Cote (58:53) | 9:1 (2:0, 5:0, 2:1) Spielbericht Stand: 4:1 | Calgary Flames Steve Konroyd (49:32) | Northlands Coliseum, Edmonton, Alberta Zuschauer: 17.498 |

## Conference-Finale

### Prince of Wales Conference

#### (A1) Boston Bruins – (P2) New York Islanders
| 26. April 1983 | Boston Bruins Barry Pederson (45:51) Ray Bourque (46:08) | 2:5 (0:1, 0:3, 2:1) Spielbericht Stand: 0:1 | New York Islanders Brent Sutter (3:36) Tomas Jonsson (28:37) Mike Bossy (34:08) Duane Sutter (35:15) Bob Bourne (57:27) | Boston Garden, Boston, Massachusetts Zuschauer: 14.685 |

| 28. April 1983 | Boston Bruins Mike Krushelnyski (3:05) Brad Palmer (16:33) Barry Pederson (36:51) Barry Pederson (50:15) | 4:1 (2:0, 1:1, 1:0) Spielbericht Stand: 1:1 | New York Islanders Denis Potvin (23:57) | Boston Garden, Boston, Massachusetts Zuschauer: 14.585 |

| 30. April 1983 | New York Islanders Bob Nystrom (3:00) Brent Sutter (8:39) Bryan Trottier (13:21) Mike Bossy (36:27) Ken Morrow (45:06) Denis Potvin (57:56) Butch Goring (59:04) | 7:3 (3:1, 1:1, 3:1) Spielbericht Stand: 2:1 | Boston Bruins Craig MacTavish (4:28) Ray Bourque (26:53) Ray Bourque (41:24) | Nassau Veterans Memorial Coliseum, Uniondale, New York Zuschauer: 15.317 |

| 3. Mai 1983 | New York Islanders John Tonelli (7:23) Denis Potvin (10:04) Mike Bossy (24:05) Mike Bossy (42:53) Duane Sutter (45:25) Mike Bossy (46:41) Denis Potvin (48:12) Bob Nystrom (48:52) | 8:3 (2:2, 1:0, 5:1) Spielbericht Stand: 3:1 | Boston Bruins Mike Krushelnyski (4:21) Mike Krushelnyski (16:07) Rick Middleton (52:41) | Nassau Veterans Memorial Coliseum, Uniondale, New York Zuschauer: 15.317 |

| 5. Mai 1983 | Boston Bruins Craig MacTavish (5:07) Barry Pederson (6:15) Ray Bourque (29:29) Peter McNab (32:06) Bruce Crowder (39:27) | 5:1 (2:1, 3:0, 0:0) Spielbericht Stand: 2:3 | New York Islanders Bob Nystrom (3:12) | Boston Garden, Boston, Massachusetts Zuschauer: 14.685 |

| 7. Mai 1983 | New York Islanders Butch Goring (0:33) Mike Bossy (8:09) Brent Sutter (19:36) Mike Bossy (20:59) Mike Bossy (25:51) Mike Bossy (30:03) Bryan Trottier (33:14) Wayne Merrick (47:41) | 8:4 (3:2, 4:2, 1:0) Spielbericht Stand: 4:2 | Boston Bruins Rick Middleton (10:42) Craig MacTavish (16:34) Ray Bourque (25:01) Rick Middleton (37:39) | Nassau Veterans Memorial Coliseum, Uniondale, New York Zuschauer: 15.317 |

### Clarence Campbell Conference

#### (S1) Edmonton Oilers – (N1) Chicago Black Hawks
| 24. April 1983 | Edmonton Oilers Ray Cote (18:17) Dave Hunter (21:13) Ken Linseman (26:58) Glenn Anderson (27:47) Wayne Gretzky (32:59) Mark Messier (40:25) Jari Kurri (52:17) Jari Kurri (54:52) | 8:4 (1:1, 4:0, 3:3) Spielbericht Stand: 1:0 | Chicago Black Hawks Al Secord (13:38) Doug Crossman (43:06) Al Secord (51:53) Bill Gardner (58:43) | Northlands Coliseum, Edmonton, Alberta Zuschauer: 17.498 |

| 26. April 1983 | Edmonton Oilers Mark Messier (3:58) Mark Messier (6:39) Glenn Anderson (11:50) Glenn Anderson (18:15) Dave Hunter (40:35) Glenn Anderson (48:47) Mark Messier (55:09) Glenn Anderson (55:54) | 8:2 (4:2, 0:0, 4:0) Spielbericht Stand: 2:0 | Chicago Black Hawks Bob Murray (2:54) Tom Lysiak (11:07) | Northlands Coliseum, Edmonton, Alberta Zuschauer: 17.498 |

| 1. Mai 1983 | Chicago Black Hawks Steve Larmer (43:49) Denis Savard (47:56) | 2:3 (0:0, 0:2, 2:1) Spielbericht Stand: 0:3 | Edmonton Oilers Charlie Huddy (24:18) Don Jackson (31:52) Glenn Anderson (53:05) | Chicago Stadium, Chicago, Illinois Zuschauer: 17.512 |

| 3. Mai 1983 | Chicago Black Hawks Darryl Sutter (17:12) Steve Larmer (24:51) Curt Fraser (51:23) | 3:6 (1:4, 1:2, 1:0) Spielbericht Stand: 0:4 | Edmonton Oilers Wayne Gretzky (2:46) Jaroslav Pouzar (3:46) Glenn Anderson (15:01) Jaroslav Pouzar (16:49) Jari Kurri (22:38) Dave Hunter (38:20) | Chicago Stadium, Chicago, Illinois Zuschauer: 17.536 |

## Stanley-Cup-Finale

### (S1) Edmonton Oilers – (P2) New York Islanders
| 10. Mai 1983 | Edmonton Oilers | 0:2 (0:1, 0:0, 0:1) Spielbericht Stand: 0:1 | New York Islanders Duane Sutter (5:36) Ken Morrow (58:48) | Northlands Coliseum, Edmonton, Alberta Zuschauer: 17.498 |

| 12. Mai 1983 | Edmonton Oilers Dave Semenko (8:39) Jari Kurri (25:07) Glenn Anderson (44:48) | 3:6 (1:3, 1:2, 1:1) Spielbericht Stand: 0:2 | New York Islanders Tomas Jonsson (14:21) Bob Nystrom (17:55) Mike Bossy (19:17) Bob Bourne (28:03) Brent Sutter (28:41) Brent Sutter (54:11) | Northlands Coliseum, Edmonton, Alberta Zuschauer: 17.498 |

| 14. Mai 1983 | New York Islanders Anders Kallur (19:41) Bob Bourne (45:11) Ken Morrow (46:21) Duane Sutter (56:43) Brent Sutter (59:02) | 5:1 (1:0, 0:1, 4:0) Spielbericht Stand: 3:0 | Edmonton Oilers Jari Kurri (21:05) | Nassau Veterans Memorial Coliseum, Uniondale, New York Zuschauer: 15.317 |

| 17. Mai 1983 | New York Islanders Bryan Trottier (11:02) John Tonelli (11:45) Mike Bossy (12:39) Ken Morrow (58:51) | 4:2 (3:0, 0:2, 1:0) Spielbericht Stand: 4:0 | Edmonton Oilers Jari Kurri (20:35) Mark Messier (39:39) | Nassau Veterans Memorial Coliseum, Uniondale, New York Zuschauer: 15.317 |

### Stanley-Cup-Sieger
| Stanley-Cup-Sieger New York Islanders | Torhüter: Roland Melanson, Billy Smith Verteidiger: Paul Boutilier, Tomas Jonsson, Gord Lane, Dave Langevin, Mike McEwen, Ken Morrow, Stefan Persson, Denis Potvin (C) Angreifer: Mike Bossy, Bob Bourne, Billy Carroll, Greg Gilbert, Clark Gillies, Butch Goring, Mats Hallin, Anders Kallur, Wayne Merrick, Bob Nystrom, Brent Sutter, Duane Sutter, John Tonelli, Bryan Trottier Cheftrainer: Al Arbour General Manager: Bill Torrey |

## Beste Scorer
Abkürzungen: GP = Spiele, G = Tore, A = Assists, Pts = Punkte, +/− = Plus/Minus, PIM = Strafminuten; Fett: Bestwert
| Spieler        | Team         | GP | G  | A  | Pts | +/− | PIM |
| -------------- | ------------ | -- | -- | -- | --- | --- | --- |
| Wayne Gretzky  | Edmonton     | 16 | 12 | 26 | 38  | +20 | 4   |
| Rick Middleton | Boston       | 17 | 11 | 22 | 33  | +13 | 6   |
| Barry Pederson | Boston       | 17 | 14 | 18 | 32  | +10 | 21  |
| Bob Bourne     | NY Islanders | 20 | 8  | 20 | 28  | +19 | 14  |
| Mike Bossy     | NY Islanders | 19 | 17 | 9  | 26  | +7  | 10  |
| Jari Kurri     | Edmonton     | 16 | 8  | 15 | 23  | +16 | 8   |
| Ray Bourque    | Boston       | 17 | 8  | 15 | 23  | +15 | 10  |
| Mark Messier   | Edmonton     | 15 | 15 | 6  | 21  | +11 | 14  |
| Brent Sutter   | NY Islanders | 20 | 10 | 11 | 21  | +18 | 26  |
| Duane Sutter   | NY Islanders | 20 | 9  | 12 | 21  | +16 | 43  |

Denis Potvin von den New York Islanders erreichte ebenfalls eine Plus/Minus-Statistik von +20.

## Beste Torhüter
Die kombinierte Tabelle zeigt die jeweils drei besten Torhüter in den Kategorien Gegentorschnitt und Fangquote sowie die jeweils Führenden in den Kategorien Shutouts und Siege.
Abkürzungen: GP = Spiele, Min = Eiszeit (in Minuten), W = Siege, L = Niederlagen, GA = Gegentore, SO = Shutouts, Sv% = gehaltene Schüsse (in %), GAA = Gegentorschnitt; Fett: Bestwert; Sortiert nach Gegentorschnitt.
 Erfasst werden nur Torhüter mit 180 absolvierten Spielminuten.
| Spieler         | Team         | GP | Min    | W  | L | GA | SO | Sv%  | GAA  |
| --------------- | ------------ | -- | ------ | -- | - | -- | -- | ---- | ---- |
| Roland Melanson | NY Islanders | 5  | 234:51 | 2  | 2 | 10 | 0  | 91,1 | 2,55 |
| Billy Smith     | NY Islanders | 17 | 960:02 | 13 | 3 | 43 | 2  | 91,3 | 2,69 |
| Dan Bouchard    | Québec       | 4  | 241:10 | 1  | 3 | 11 | 0  | 90,9 | 2,74 |
| Bob Sauvé       | Buffalo      | 10 | 545:06 | 6  | 4 | 28 | 2  | 88,0 | 3,08 |